# میخایلو کوکولووتس
میخایلو کوکولووتس (انگلیسی: Mykhaylo Kopolovets؛ زادهٔ ۲۹ ژانویهٔ ۱۹۸۴) بازیکن فوتبال اهل اوکراین است.
از باشگاه‌هایی که در آن بازی کرده‌است می‌توان به باشگاه فوتبال اوورلا اوژهورود، باشگاه فوتبال بلشیتا بابرویسک، و باشگاه فوتبال کارپاتی لویو اشاره کرد.